# 茂林镇 (玉林市)
茂林镇，是中华人民共和国广西壮族自治区玉林市玉州区下辖的一个乡镇级行政单位。

## 行政区划
茂林镇下辖以下地区：
茂林村、金谷村、泉塘村、泉东村、大卢村、泉西村、陂耀村、陂石村、新寨村、鹿峰村、鹿塘村、鹿潘村、沙井村、山电村、车垌村和湘汉村。